# Immortal (EP)
Az Immortal című háromszámos EP az azonos nevű black metal együttes 1991 októberében megjelent kiadványa. Ez volt a zenekar első hivatalos kiadványa, amelyet mindössze 1000 példányban árusítottak. Az EP megjelenése előtt két demót adott ki a zenekar. Az első 1990-ben jelent meg The Northern Upins Death címmel, melyet a Suffocate követett 1991-ben. A dalokat a Sony PLM 2500 stúdióban vette fel a zenekar.
A lemez 2000-ben újra kiadásra került a True Kings of Norway válogatás anyagon, amelyen az Immortal mellett az Emperor, a Dimmu Borgir, az Ancient és az Arcturus felvételei kaptak helyet. A kiadványt a finn Spikefarm adta ki. Az EP hallatán az Osmose lemezkiadó szerződést ajánlott az együttesnek, amelyet 1992-ben írtak alá.

## Számlista
| 1.   | Diabolical Full Moon Mysticism  | 0:42 |
| 2.   | Unholy Forces of Evil           | 4:28 |
| 3.   | The Cold Winds of Funeral Frost | 3:40 |
| 8:50 |                                 |      |

## Közreműködők
- Abbath – basszusgitár, ének
- Demonaz – gitár
- Armagedda – dobok

## Külső hivatkozások
- Hivatalos honlap
- Immortal Diszkográfia